# Saljut-7
Saljut-7 (Салют-7) è un film del 2017 diretto da Klim Šipenko.
Il film è basato sugli eventi reali occorsi alla stazione spaziale Salyut 7 nel 1985. Dopo che il contatto radio con la stazione è andato perduto, i cosmonauti mandati in soccorso dalla Terra riescono ad attraccare sulla stazione, che trovano completamente congelata, e la riportano in funzione.

## Trama
25 luglio 1984. L'equipaggio della navicella spaziale Soyuz T-12 esegue lavori di saldatura nello spazio. Una sbavatura di saldatura perfora il guanto della cosmonauta Svetlana Lazareva, con perdita di ossigeno dalla tuta protettiva. Il suo compagno Vladimir Fedorov taglia con attenzione la scheggia e porta Lazareva al portello della nave, ma entrando nel portello nota uno strano bagliore blu che lo fa attardare, potenzialmente mettendo a rischio la vita della Lazareva.
Una volta tornato sulla Terra, la direzione della missione ed i medici decidono che ha avuto un'allucinazione e lo dichiarano inidoneo al volo, non potrà più tornare nello spazio, il che rende molto felice la moglie di Fedorov.
L'11 febbraio 1985, la stazione orbitale sovietica Salyut-7 , rimasta in orbita senza equipaggio per sei mesi, smette improvvisamente di rispondere ai segnali inviati dal Mission Control Center (MCC) che ne perde il controllo. La notizia diventa l'argomento principale dei resoconti di tutti i media mondiali, la televisione e i giornali occidentali stanno insistendo sulla minaccia di una caduta incontrollata della stazione su qualche area popolata. Le autorità dell'URSS vengono a conoscenza dei preparativi americani per il lancio della navetta spaziale Challenger, il cui vano di carico ha dimensioni che corrispondono in modo molto sospetto alle dimensioni della Salyut-7, per di più uno dei membri dell'equipaggio - il francese Patrick de Bonel - ha già volato sulla Salyut e la conosce bene.
La direzione dell'MCC sta febbrilmente preparando l'equipaggio della nave Soyuz T-13, che dovrebbe essere composto da un pilota e un ingegnere di volo, per salvare la stazione; il terzo posto disponibile viene soppresso per favorire maggiori riserve di ossigeno all'equipaggio. Uno dei candidati è certamente Viktor Alekhin; un ingegnere progettista che ha letteralmente assemblato la stazione con le sue mani. Ma nessuno dei candidati piloti riesce nelle esercitazioni con il simulatore ad agganciarsi alla stazione in condizioni di rotazione caotica; giungono tutti alla stessa conclusione: l'attracco è impossibile. Il direttore di volo Valery Shubin a questo punto è costretto a richiamate in servizio Fedorov, in qualità di pilota più esperto dell'URSS, l'unico in grado di compiere "acrobazie spaziali".
6 giugno 1985. Fedorov, dopo aver "catturato" il ritmo della rotazione, al secondo tentativo attracca magistralmente la navicella Soyuz T-13 alla stazione Salyut-7. I cosmonauti scoprono che il sistema di orientamento non funziona, i pannelli della Salyut-7 non possono rivolgersi verso il Sole e la stazione spaziale non solo è completamente spenta, ma anche letteralmente piena di ghiaccio a causa della rottura di un serbatoio d'acqua. Il centro di controllo propone ai cosmonauti di utilizzare i motori del Soyuz T-13 per spingere la stazione nell'oceano, poiché la sua messa in funzione è estremamente pericolosa: una volta riscaldata, l'acqua si scioglierebbe nei luoghi più inaspettati causando cortocircuiti e potenziali incendi e un soggiorno di più giorni su una stazione ghiacciata può uccidere gli astronauti. Tuttavia, Fedorov e Alekhin decidono comunque di iniziare a riscaldare e riparare la stazione. Fedorov, andato nello spazio per riparare la stazione, nota che il guasto ai pannelli è dovuto ad una pioggia di meteoriti che ha danneggiato l'involucro di un sensore del sistema di orientamento dei pannelli. Nel frattempo, una goccia d'acqua sfuggita entra nei circuiti della Soyuz T-13 e provoca un cortocircuito e un incendio. Alyokhin riesce a spegnerlo depressurizzando la nave, ma questa brucia completamente dall'interno e Victor riceve gravi ustioni.
La missione è sull'orlo del fallimento; il Challenger decolla da Cape Canaveral. L'esercito sovietico si prepara ad abbattere la stazione, nonostante la presenza di un equipaggio a bordo, onde evitare che i segreti sovietici, in piena Guerra Fredda, cadano nelle mani degli statunitensi. Per di più la direzione del Mission Control Center si rende conto con orrore che c'è abbastanza ossigeno per il ritorno sulla Terra di un solo membro dell'equipaggio. Da Terra decidono che debba essere Fedorov - in qualità di comandante - a dover sacrificare la propria vita. Fedorov è pronto a farlo pur di salvare il suo amico (in procinto di diventare padre), ma Alekhine rifiuta questa decisione. Suggerisce di far saltare l'involucro danneggiato del sensore con un martello, poi forse il sistema funzionerà e girerà le batterie verso il Sole, l'alimentazione verrà ripristinata e l'automazione della stazione, compreso il sistema di rigenerazione dell'aria, funzionerà di nuovo.
Il tentativo disperato riesce. Il Challenger si sta avvicinando a Salyut 7, ma la stazione è già entrata in modalità operativa e il controllo su di essa è stato ripristinato. Patrick de Bonel saluta Fedorov e Alekhine attraverso il vetro della cabina di pilotaggio della navetta. I cosmonauti vedono il bagliore blu che Fedorov aveva visto in precedenza.

## Differenze con la realtà
La missione di recupero della Saljut 7, nella realtà, è andata molto diversamente rispetto a quanto raccontato nel film:

- i reali cosmonauti coinvolti nel recupero furono: Vladimir Džabenikov (che ha ispirato il personaggio Vladimir Fëdorov, interpretato da Vladimir Vdovčenikov) e Viktor Savinych (che ha ispirato il personaggio Viktor Alëchin, interpretato da Pavel Derevjanko);
- il capo missione fu Valerij Rjumin (che ha ispirato il personaggio Valerij Šubin, interpretato da Aleksandr Samojlenko);
- il recupero della stazione è stato molto meno complesso e rischioso rispetto a quanto descritto nel film, ma decisamente più lungo: non ci fu alcun incendio a bordo del modulo di recupero e le riparazioni al sistema elettrico durarono due mesi e non qualche giorno come nel film;
- la missione americana Challenger non avvenne in corrispondenza degli eventi raccontati dal film.